# Cine Marina
|  | No s'ha de confondre amb Teatre de la Marina. |

El Cine de la Marina o Cine Marina va ser una sala d'exhibició cinematogràfica ubicada al carrer Ginebra, 5 a la Barceloneta. Era propietat de Josep Maria Bellera. Va obrir les portes l'any 1916. També s'hi feien actuacions musicals i teatrals. L'any 1947 hi va actuar Imperio Argentina. Abel Carlebaro hi va fer diversos recitals de guitarra.